# Дьюла (язык)
Язык дьюла́ — язык народа дьюла. Относится к группе манде и распространён в Буркина-Фасо и Кот-д’Ивуар. Широко используется в торговле в странах Западной Африки. Языки бамана, манинка и дьюла являются родственными и легко взаимопонимаемы.
Следует отличать язык дьюла от языка диола в Гвинее-Бисау.
Алфавит: a b c d e ɛ f g gb h i j k kp l m n ny ŋ o ɔ p r s t u v w y z